# Южный лесной участок (Дюссельдорф)
Южный лесной участок (нем. Das Forstrevier Süd), — один из трёх участков городского леса Дюссельдорфа, окаймляющий столицу Северного Рейна-Вестфалии (Германия) с юго-востока, и имеющий важное экологическое и оздоровительное значение для южной половины города.

## Общая характеристика

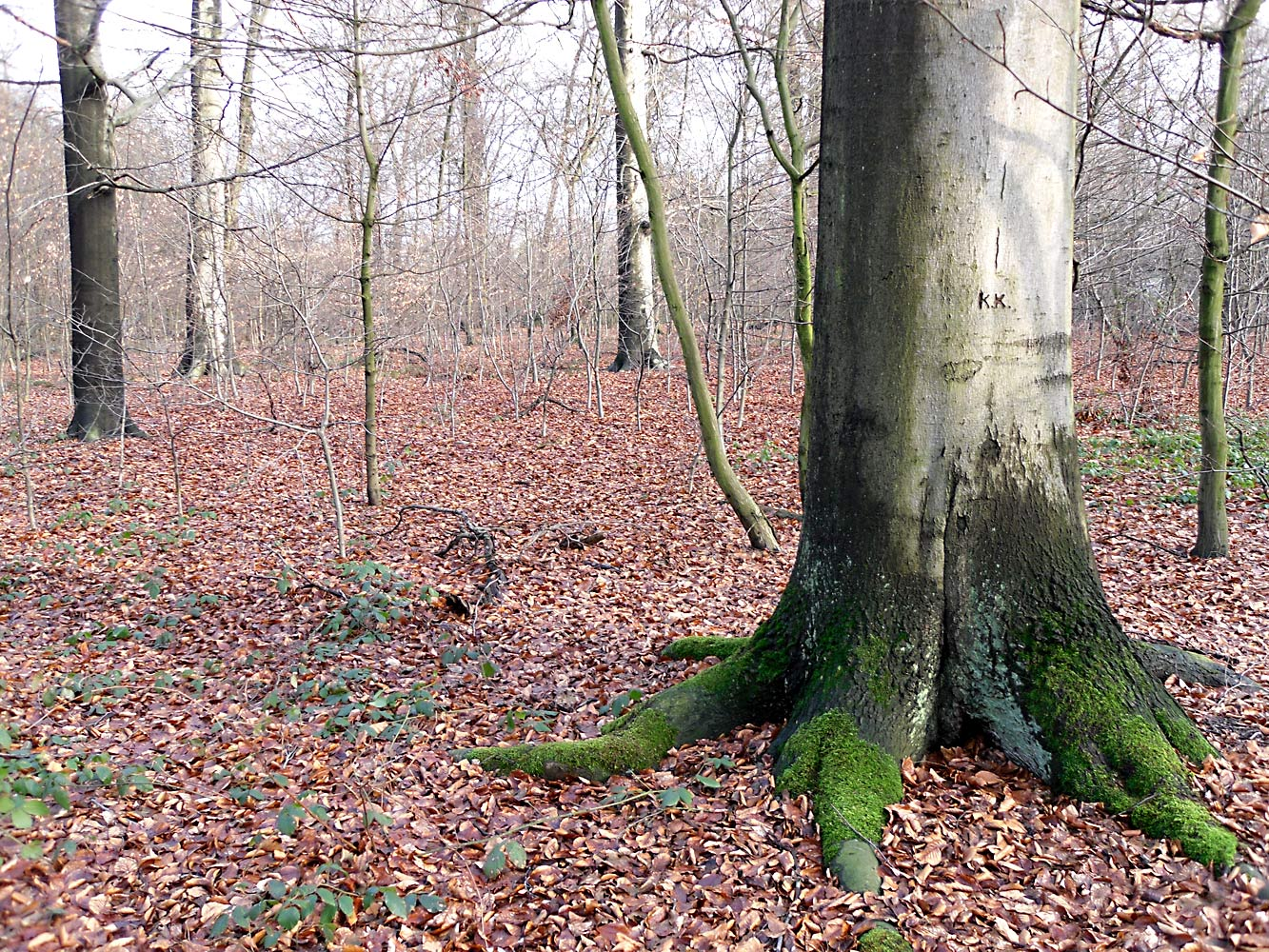
Форст Бенрат, Дюссельдорф

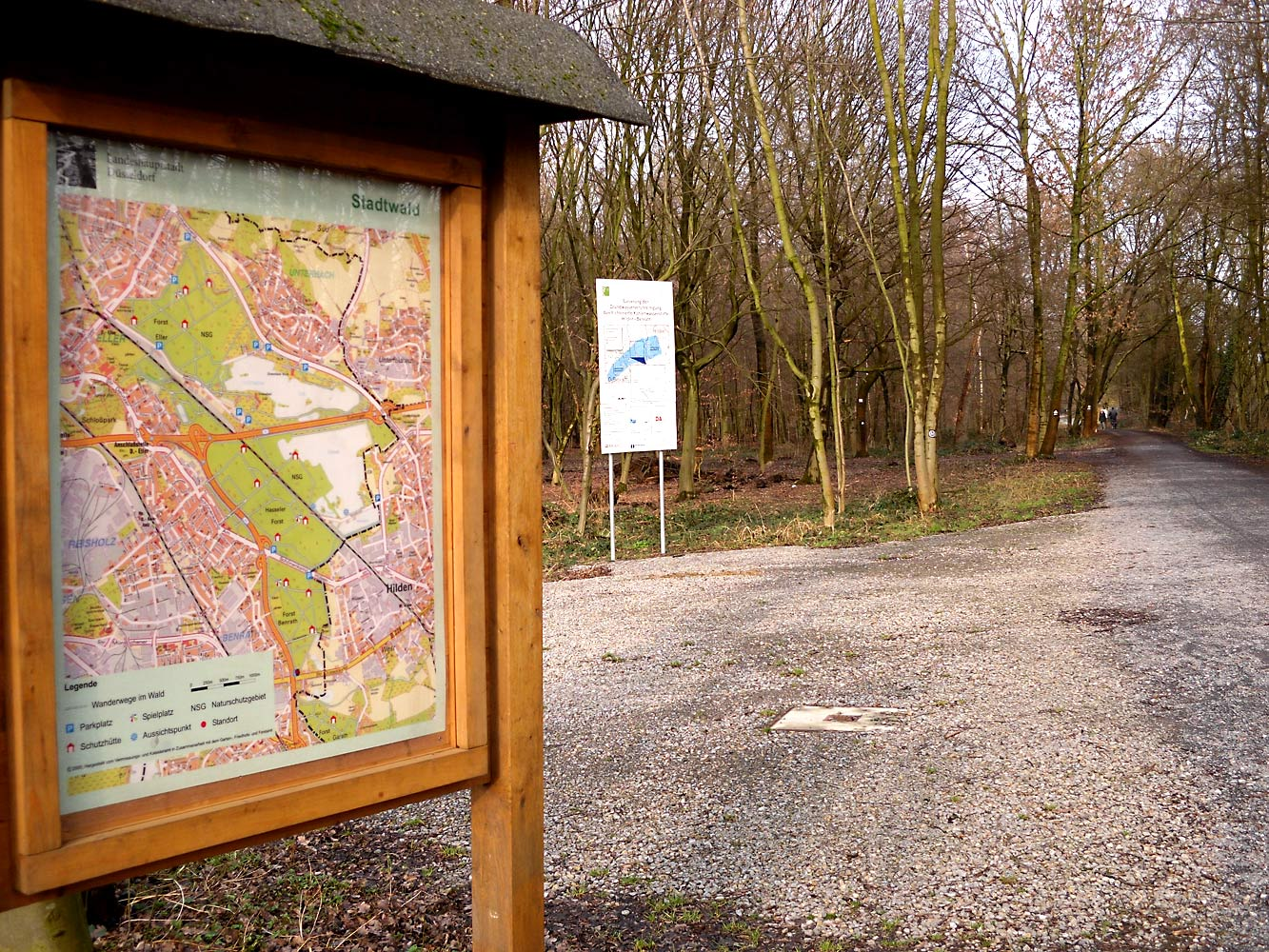
Информационное оформление лесного массива

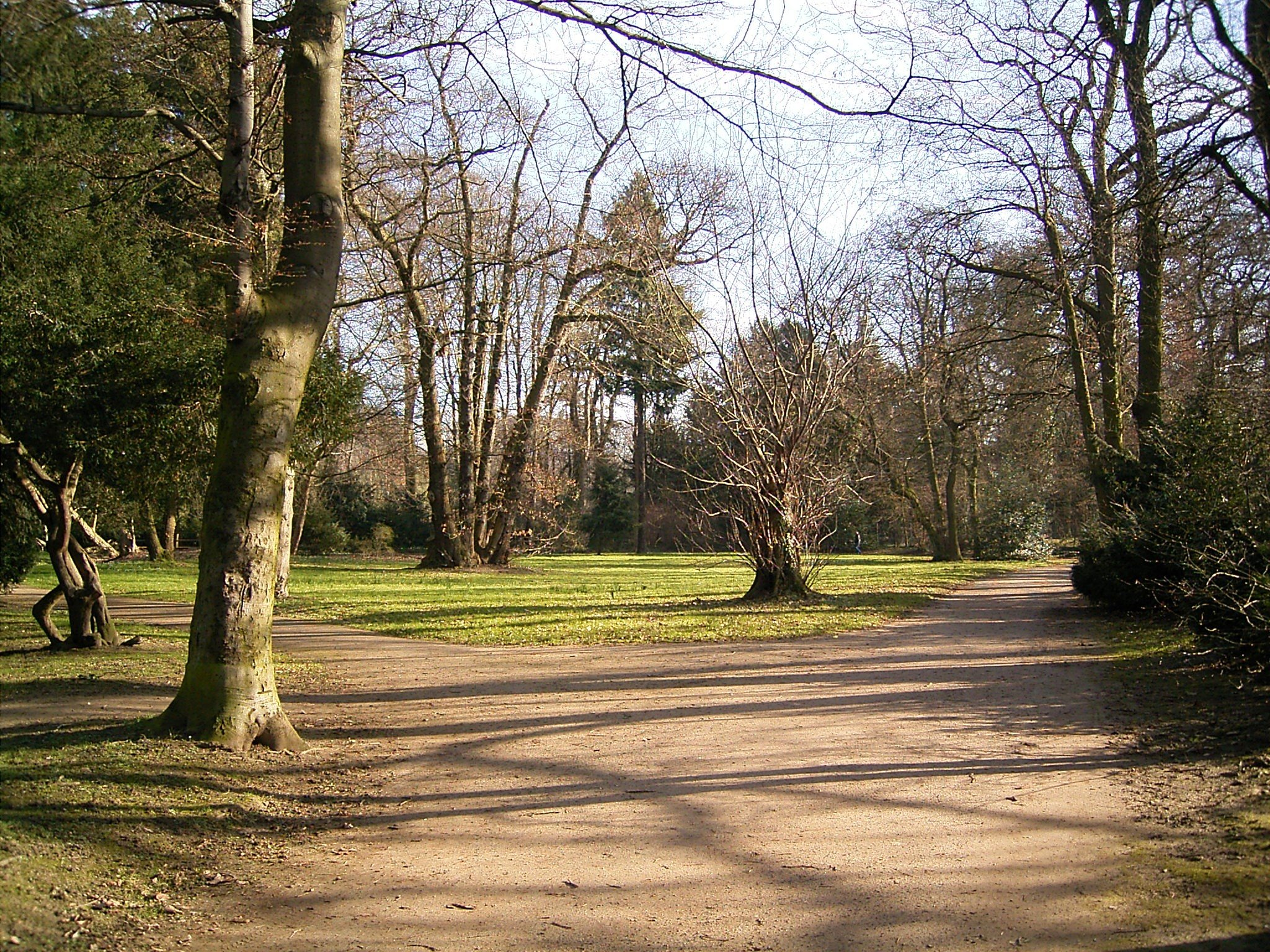
Форст Айхенхорст Гарат

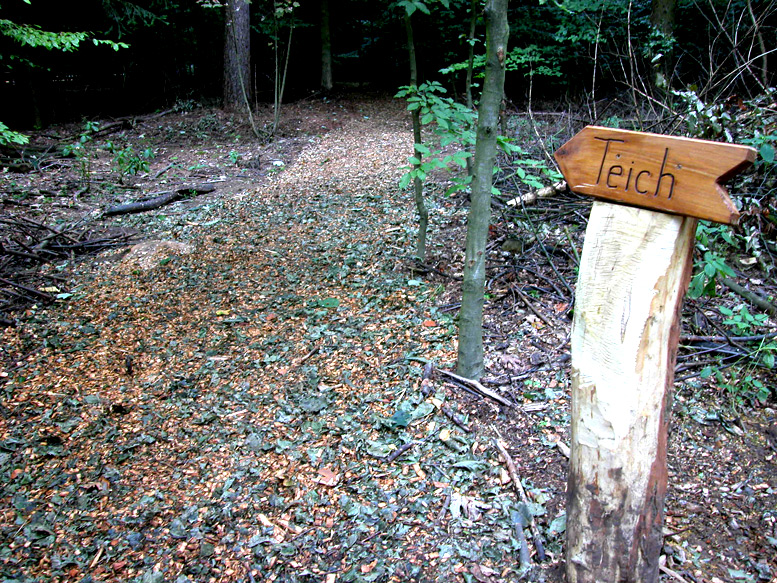
Учебная тропа

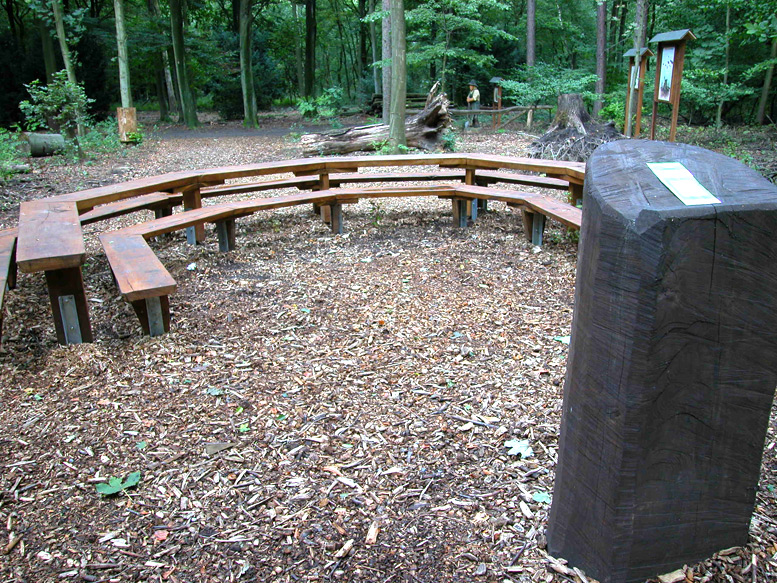
Лесной класс

Площадь Южного лесного участка составляет 980 га. К нему относятся следующие отдельные лесные массивы (с севера на юг): Эллер Форст (Eller Forst), Хасселер Форст (Hasseler Forst), Форст Бенрат (Forst Benrath), Форст Айхенхорст Гарат (Forst Eichenhorst Garath), Урденбахер Альтрайн (Urdenbacher Altrhein), а также озёра Унтербахер Зее (Unterbacher See) и Эльбзее (Elbsee) с прилегающими водоохранными участками леса.

## Геологическая основа
Леса располагаются на пойме и первой надпойменной террасе реки Рейн. На этих низких плоских поверхностях в период последнего оледенения и в послеледниковый период (голоцен) Рейн отложил песчано-гравийную смесь, принесенную как из Альпийской зоны, так и из бассейна реки Мозель. Об изменении направления русла в средние века свидетельствует заливаемая в высокие половодья пойма Старого Рейна (Alt Rhein), ныне частично заросшая лесом. Верхний почвенный горизонт сложен глинами, суглинками и супесями с редкой малоокатанной галькой, видимыми на корнях упавших деревьев. Почвы малоплодородные.

## Отдельные лесные массивы

### Эллер Форст
Самый северный лесной массив, расположен на первой надпойменной террасе и имеет заболоченный характер. Именно по этой причине он более всех остальных лесов сохранил свой первозданный вид и уже в 1935 году был частично объявлен заповедной территорией. Из главных пород деревьев преобладает ольха. Охраняются многие влажные биотопы, в том числе и луговые участки. В лесу насчитывается до 300 видов растений, относящихся к редким и вымирающим.

### Хасселер Форст, Форст Бенрат и Форст Айхенхорст Гарат
Эти леса также располагаются на первой надпойменной террасе, но являются более сухими. Почвы более бедные, чем в Эллер Форст и на них в основном произрастают дубовые и буковые насаждения, в которых находят защиту и пропитание крупные лесные животные, в том числе дикие кабаны, проживающие на свободных для посещения, но ограждённых территориях. Отдельные участки леса неоднократно вырубались и вновь насаждались, поэтому характеризуются пёстрым составом древесного покрова.

### Озёрная территория
В XX веке часть лесных массивов, прилегающих в городу Хильден, использовалась как место добычи песка и гравия. После прекращения производственной деятельности, котлованы были заполнены водой, территория вокруг них рекультивирована и вновь засажена лесом. Искусственные водоёмы превратились в красивые озёра, на которых в настоящее время существуют зоны отдыха. Здесь поселилось много видов водоплавающих, в том числе колонии цапель, На специальных наблюдательных пунктах можно наблюдать за жизнью белых лебедей, серых гусей, поганок и лысух.

### Урденбахер Альтрайн (Урденбахер Кемпе)
Самый южный лугово-лесной массив Дюссельдорфа. Имеет межрегиональное природоохранное значение. Здесь расположена Биологическая станция дюссельдорфского университета. Массив располагается на высокой и низкой пойме Рейна и частично заливается в паводки и половодья. Над биотопами ведётся постоянный научный мониторинг.

## Отдых, туризм и возможности познания
Южный лесной участок располагает многими возможностями для велосипедного и пешеходного туризма, а также конного спорта. Здесь маркировано 60 км пешеходных и 20 км конных троп, в наиболее красивых местах установлено 200 скамеек для отдыха и обзора местности, 14 защитных укрытий от непогоды, 7 лесных игровых площадок для детей, оборудовано 2 лесных учебных класса под открытым небом и 1 учебная лесная тропа. На многих пересечениях лесных дорог и троп установлены учебные и природоохранные стенды, а также многоцветные топографические карты лесных массивов.